# Wojewódzki zarząd budownictwa terenowego
Wojewódzki zarząd budownictwa terenowego – organ prezydium wojewódzkiej rady narodowej istniejący w latach 1957–1972, sprawujący nadzór nad działalnością przedsiębiorstw budownictwa terenowego. Powstał w celu zwiększenia uprawnień rad narodowych w zakresie  nadzorowania podległych im przedsiębiorstw budowlano- montażowych oraz rozgraniczenia kompetencji Ministra Budownictwa i rad narodowych.

## Powstanie Zarządu
Na podstawie uchwały Rady Ministrów z 1957 r. w sprawie przekazania radom narodowym niektórych uprawnień Ministra Budownictwa w zakresie nadzoru nad przedsiębiorstwami budownictwa wiejskiego powołano zarząd. Uchwała pozostawała w ścisłym związku z ustawą z dnia 1950 r. o terenowych organach jednolitej władzy państwowej. Ramową strukturę organizacyjną oraz zakresu działania wojewódzkiego zarządu budownictwa terenowego ustalił zarządzeniem z 1957 r. Minister Budownictwa.

## Zakres działania Zarządu
Do zakresu działania wojewódzkiego zarządu należało w szczególności:
- ustalanie wytycznych i wskaźników do planów produkcyjnych przedsiębiorstw;
- sporządzanie planów i sprawozdań zbiorczych;
- przydzielanie przedsiębiorstwom środków produkcji;
- opracowywanie i wprowadzanie programu postępu technicznego, ze szczególnym uwzględnieniem uprzemysłowienia budownictwa;
- ustalanie wytycznych i instruowanie w sprawie metod, techniki, organizacji i mechanizacji produkcji;
- inicjowanie stosowania materiałów miejscowych, nowych i zastępczych;
- sprawowanie nadzoru nad wykonaniem zadań rzeczowych i gospodarką finansową przedsiębiorstw oraz kontrolowanie gospodarki środkami trwałymi i obrotowymi;
- inicjowanie i organizowanie produkcji materiałów budowlanych w ramach produkcji pomocniczej;
- wykonywanie funkcji inwestora naczelnego;
- ustalanie wytycznych i kontrolowanie w zakresie bezpieczeństwa i higieny pracy oraz ochrony przeciwpożarowej;
- opracowywanie programu i instruowanie w zakresie szkolenia;
- udzielanie przedsiębiorstwom pomocy w rozwiązywaniu trudniejszych zagadnień produkcyjnych;
- zgłaszanie wniosków do właściwych prezydiów rad narodowych w sprawach tworzenia i łączenia przedsiębiorstw oraz określania terytorialnego zasięgu działania przedsiębiorstw;
- współpraca z prezydiami rad narodowych niższego stopnia w zakresie zarządzania przedsiębiorstwami;
- analizowanie działalności przedsiębiorstw oraz zgłaszanie wniosków i zaleceń zmierzających do usprawnienia działalności przedsiębiorstw;
- rozpatrywanie skarg i zażaleń oraz krytyki prasowej dotyczących działalności przedsiębiorstw.

## Ramowy schemat organizacyjny
Według załącznika do zarządzenia Ministra Budownictwa z 1957 r. ramowy schemat organizacyjny przedstawiał się następująco:
- dział planowania i organizacji,
- dział księgowo-finansowy,
- dział produkcyjno-techniczny,
- dział zaopatrzenia.

## Zniesienie Zarządu
Na podstawie uchwały Rady Ministrów z 1972 r. w sprawie utraty mocy obowiązującej niektórych uchwał Rady Ministrów, Prezydium Rządu, Komitetu Ekonomicznego Rady Ministrów i Komitetu Ministrów do Spraw Kultury, ogłoszonych w Monitorze Polskim zlikwidowano wojewódzki zarząd budownictwa terenowego. 